# Untenroth
Untenroth war ein Ortsteil der Gemeinde Eitorf im Rhein-Sieg-Kreis und ist jetzt Teil des Hauptortes.

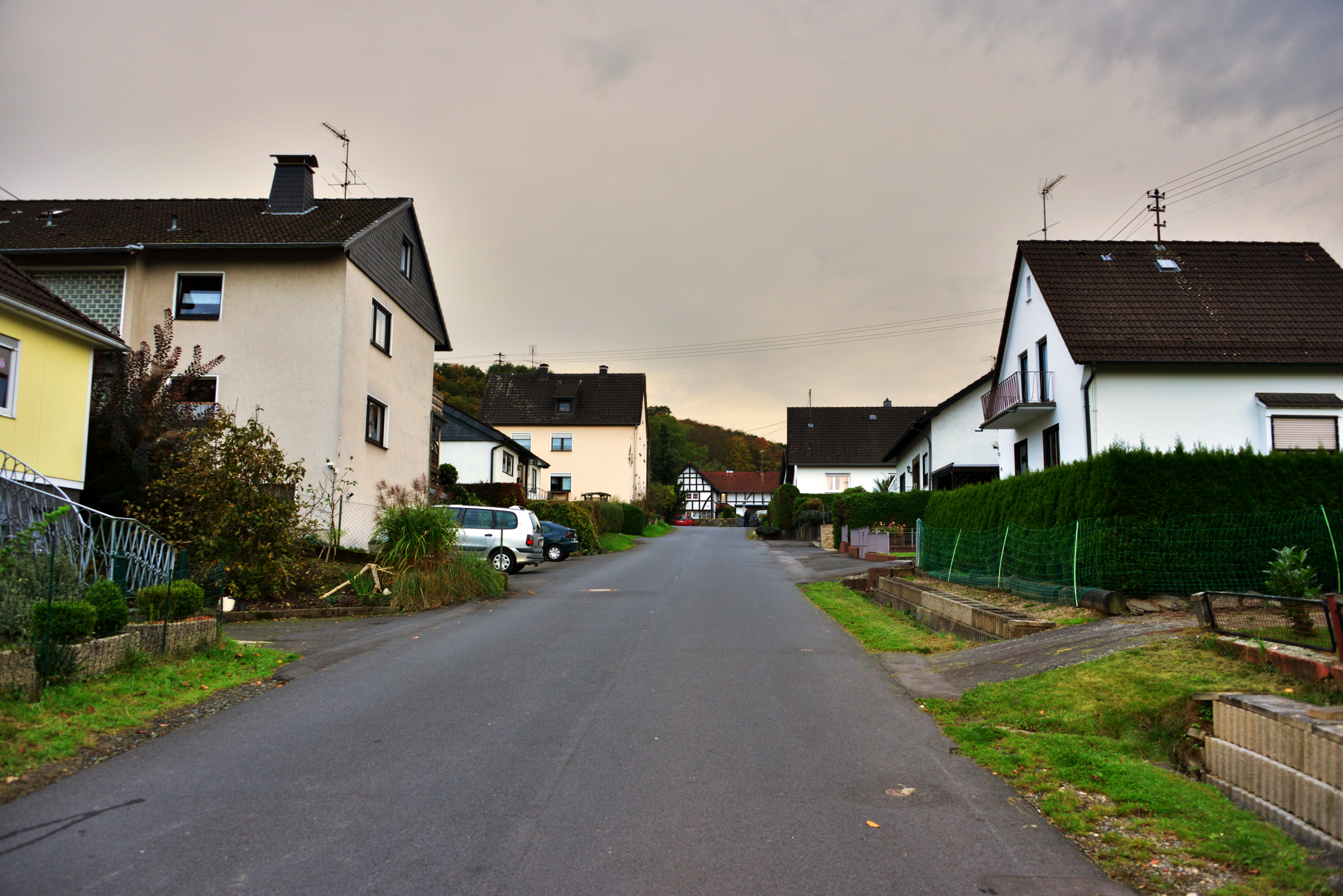
Untenroth (Eitorf)

## Lage
Der Ort Untenroth liegt am südlich der Sieg und oberhalb des Erlenbaches. Nachbarorte waren Harmonie im Osten, Schiefen im Süden und Jägeroth im Westen.

## Geschichte
Im Mittelalter gehörte der nur Roth genannte Ort zur Honschaft Irlenbach. Von 1816 bis 1934 gehörte der Ort zur Gemeinde Merten.
1830 wohnten im Ort 58 Personen.
1845 gab es in dem Weiler 12 Haushalte mit 68 katholischen Einwohnern. Die hier erfolgte Benennung mit Roth, unten erfolgte zur Unterscheidung zu dem Ort Roth in der Eitorfer Schweiz, der heute Obenroth heißt.
1885 hatte Untenroth 16 Häuser mit 85 Einwohnern.
1925 waren hier 34 Haushalte verzeichnet.